# Somerville (New Jersey)
Somerville – miejscowość (borough), ośrodek administracyjny hrabstwa Somerset, w północnej części stanu New Jersey, w Stanach Zjednoczonych, położona na północnym brzegu rzeki Raritan, na zachodnim obrzeżu obszaru metropolitalnego Nowego Jorku. W 2018 roku miejscowość liczyła 12 202 mieszkańców.
Początki miejscowości sięgają około 1680 roku, kiedy to osiedli tu holenderscy osadnicy. Nazwę Somerville osada przyjęła w 1801 roku. Formalne założenie miejscowości miało miejsce w 1864 roku, obecny status borough otrzymała ona w 1909 roku.
Znajduje się tu zabytkowy dom Wallace House z 1776 roku, gdzie zimą 1778/1779, podczas rewolucji amerykańskiej, przebywał George Washington. W sąsiedztwie znajduje się budynek plebanii Old Dutch Parsonage z 1751 roku, miejsce zamieszkania Jacoba Hardenbergha, pierwszego rektora uczelni Queen's College, w późniejszych latach przekształconej w Uniwersytet Rutgersa.